# Nosivți, Zboriv
Nosivți (în ucraineană Носівці) este un sat în comuna Horodîșce din raionul Zboriv, regiunea Ternopil, Ucraina.

## Demografie
Componența lingvistică a localității Nosivți
     Ucraineană (100%)
Conform recensământului din 2001, toată populația localității Nosivți era vorbitoare de ucraineană (100%).